# Jean Collet (football, juin 1911)
Pour les articles homonymes, voir Collet et Jean Collet.
Ne doit pas être confondu avec Jean Collet, footballeur belge né en février 1911.
Jean Collet, né le 21 juin 1911 à Paris 15e et mort le 22 septembre 1983 à Strasbourg, est un footballeur français des années 1930. Durant sa carrière, il évolue au poste de gardien de but.

## Biographie

### Jeunesse et formation
Membre de la famille Collet de Saint-Jean, des vicomtes Bolingbroke[réf. nécessaire], Jean Collet naît le 21 juin 1911 à Paris. Il est le fils du peintre Jean Collet[réf. nécessaire]
Pendant ses études au Lycée Saint-Martin de Rennes, il commence à pratiquer le football aux Cadets de Bretagne[réf. nécessaire]. En 1932, il évolue au Cercle Paul-Bert de Rennes, lorsqu'il est recruté par le principal club de la ville, le Stade rennais.

### Recruté par le Stade rennais

#### Débuts de carrière professionnelle
Le Stade rennais vient d'opter pour le professionnalisme, qui a été autorisé dans le football français cette même année, avec la création d'un premier championnat professionnel. Le titulaire au poste de gardien de but y est alors Édouard Monoré mais Collet profite des absences de ce dernier pour disputer huit rencontres lors de sa première saison et débute en Division nationale le 6 novembre 1932, au parc des sports de la route de Lorient, face à l'AS Cannes.

#### Gardien de but
La saison suivante, Monoré quitte le Stade rennais et est remplacé par André Postel, recruté au Havre AC, qui commence le championnat en tant que titulaire. À partir de novembre 1933, Jean Collet parvient à gagner sa place dans les buts. Il dispute un total de seize matchs de championnat durant la saison, contre dix à son rival, ainsi que l'ensemble des rencontres de Coupe de France jouées par son équipe. Postel quitte Rennes pour le FC Mulhouse dès 1934.
Jean Collet joue ainsi la saison 1934-1935 avec le statut de gardien de but titulaire, débutant vingt-six des trente rencontres de championnat. En Coupe de France, le club rennais atteint la finale de l'épreuve pour la seconde fois de son histoire, treize ans après celle perdue contre le Red Star en 1922. Jean Collet est titulaire lors de cette finale, jouée au stade olympique de Colombes face à l'Olympique de Marseille. Durant la rencontre, il s'incline à trois reprises en première période, sur des buts marqués par Charles Roviglione, Willy Kohut et par son coéquipier Jean Laurent contre son camp. Rennes s'incline trois buts à zéro.
La saison suivante est la dernière de Jean Collet au Stade rennais. Arrivé un an plus tôt, le Tahitien William Bambridge est promu numéro 1 dans la hiérarchie, laissant Collet ne disputer que deux rencontres de championnat durant cet exercice.

### Fin de carrière en Alsace
En 1936, le gardien quitte Rennes pour rejoindre l'Alsace. Il s'engage avec un club de deuxième division, le FC Mulhouse, avec lequel il joue durant un an. Puis, de 1937 à 1939, Jean Collet termine sa carrière de joueur professionnel aux Sports réunis de Colmar, toujours en Division 2.
Il meurt le 22 septembre 1983 à Strasbourg, à l'âge de 72 ans.

## Statistiques
| Saison                | Club                  | Championnat           | Championnat | Championnat | Coupe(s) nationale(s) | Coupe(s) nationale(s) | Total | Total |
| Saison                | Club                  | Division              | M.          | B.          | M.                    | B.                    | M.    | B.    |
| 1932-1933             | Stade rennais UC      | Division nationale    | 5           | 0           | 3                     | 0                     | 8     | 0     |
| 1933-1934             | Stade rennais UC      | Division 1            | 16          | 0           | 5                     | 0                     | 21    | 0     |
| 1934-1935             | Stade rennais UC      | Division 1            | 26          | 0           | 5                     | 0                     | 31    | 0     |
| 1935-1936             | Stade rennais UC      | Division 1            | 2           | 0           | 0                     | 0                     | 2     | 0     |
| Total sur la carrière | Total sur la carrière | Total sur la carrière | 49          | 0           | 13                    | 0                     | 62    | 0     |

## Palmarès
Avec le Stade rennais, Jean Collet dispute la finale de la Coupe de France en 1935. Les Rennais s'inclinent trois buts à zéro contre l'Olympique de Marseille.

## Iconographie
Les collections du Musée des beaux-arts de Rennes conservent son portrait, jeune, peint par son père le peintre Jean Collet, intitulé : Portrait d'enfant, 1920, huile sur toile, reproduit dans La Muse Bretonne.